# Esselenichthys carli
Esselenichthys carli är en fiskart som först beskrevs av Follett och Anderson, 1990.  Esselenichthys carli ingår i släktet Esselenichthys och familjen taggryggade fiskar. Inga underarter finns listade i Catalogue of Life.